# شهرستان سرگوکالینسکی
شهرستان سرگوکالینسکی (به لاتین: Sergokalinsky District) یک منطقهٔ مسکونی در روسیه است که در داغستان واقع شده‌است.